# アングイッラーラ・ヴェーネタ
アングイッラーラ・ヴェーネタ（伊: Anguillara Veneta）は、イタリア共和国ヴェネト州パドヴァ県にある、人口約4,100人の基礎自治体（コムーネ）。

## 地理

### 位置・広がり
パドヴァ県南部のコムーネ。ロヴィーゴから北東へ11km、県都パドヴァから南へ30km、キオッジャから西南西へ32km、州都ヴェネツィアから南西へ48kmの距離にある。

#### 隣接コムーネ
隣接するコムーネは以下の通り。括弧内のROはロヴィーゴ県、VEはヴェネツィア県所属を示す。
- アーニャ
- バニョーリ・ディ・ソプラ
- ボアーラ・ピザーニ
- カヴァルツェレ (VE)
- ポッツォノーヴォ
- ロヴィーゴ (RO)
- サン・マルティーノ・ディ・ヴェネッツェ (RO)
- トリバーノ

### 気候分類・地震分類
気候分類では、zona E, 2466 GGに分類される。
また、イタリアの地震リスク階級 (it) では、zona 3 (sismicità bassa) に分類される。